# Campionati europei di atletica leggera indoor 2015 - 800 metri piani femminili
La specialità degli 800 metri piani femminili ai campionati europei di atletica leggera indoor di Praga 2015 si è svolta alla O2 Arena di Praga, nella Repubblica Ceca, il 6 (batterie), 7 (semifinali) e 8 marzo (finale) 2015.

## Risultati

### Batterie
Le prime due atlete classificate in ogni gruppo (Q) e quelle che hanno ottenuto i successivi quattro migliori tempi (q) si sono qualificate in semifinale.
| Pos | Gruppo | Nome                  | Nazione       | Tempo   | Note                          |
| --- | ------ | --------------------- | ------------- | ------- | ----------------------------- |
| 1   | 1      | Yekaterina Poistogova | Russia        | 2:01.44 | Q,                            |
| 2   | 1      | Aníta Hinriksdóttir   | Islanda       | 2:01.56 | Q, AJR,                       |
| 3   | 2      | Selina Büchel         | Svizzera      | 2:01.95 | Q                             |
| 4   | 2      | Rénelle Lamote        | Francia       | 2:02.10 | Q                             |
| 5   | 2      | Nataliya Lupu         | Ucraina       | 2:02.18 | q,                            |
| 6   | 4      | Jenny Meadows         | Gran Bretagna | 2:02.59 | Q                             |
| 7   | 1      | Ciara Everard         | Irlanda       | 2:02.69 | q,                            |
| 8   | 4      | Lenka Masná           | Rep. Ceca     | 2:03.25 | Q,                            |
| 9   | 2      | Anna Silvander        | Svezia        | 2:04.28 | q                             |
| 10  | 4      | Stina Troest          | Danimarca     | 2:04.30 | q                             |
| 11  | 3      | Joanna Jóźwik         | Polonia       | 2:04.50 | Q                             |
| 12  | 1      | Trine Mjåland         | Norvegia      | 2:04.71 | Miglior prestazione personale |
| 13  | 3      | Anastasiya Bazdyreva  | Russia        | 2:04.92 | Q                             |
| 14  | 3      | Shelayna Oskan-Clarke | Gran Bretagna | 2:05.08 |                               |
| 15  | 3      | Zuzana Hejnová        | Rep. Ceca     | 2:05.34 |                               |
| 16  | 4      | Eleni Filandra        | Grecia        | 2:05.52 |                               |
| 17  | 3      | Victoria Sauleda      | Spagna        | 2:05.63 |                               |
| 18  | 1      | Syntia Ellward        | Polonia       | 2:05.68 |                               |
| 19  | 4      | Mariya Nikolayeva     | Russia        | 2:07.16 |                               |
| 20  | 2      | Pavla Habovštiaková   | Slovacchia    | 2:10.38 |                               |

### Semifinali
Le prime tre atlete classificate in ogni gruppo (Q) si sono qualificate in finale.
| Class | Gruppo | Nome                  | Nazione       | Tempo   | Note           |
| ----- | ------ | --------------------- | ------------- | ------- | -------------- |
| 1     | 1      | Selina Büchel         | Svizzera      | 2:01.92 | Q              |
| 2     | 1      | Aníta Hinriksdóttir   | Islanda       | 2:02.31 | Q              |
| 3     | 1      | Jenny Meadows         | Gran Bretagna | 2:02.40 | Q              |
| 4     | 1      | Anna Silvander        | Svezia        | 2:04.24 |                |
| 5     | 1      | Ciara Everard         | Irlanda       | 2:06.14 |                |
| 6     | 2      | Nataliya Lupu         | Ucraina       | 2:08.15 | Q              |
| 7     | 2      | Joanna Jóźwik         | Polonia       | 2:08.47 | Q              |
| 8     | 2      | Yekaterina Poistogova | Russia        | 2:08.72 | Q              |
| 9     | 2      | Rénelle Lamote        | Francia       | 2:09.06 |                |
| 10    | 2      | Stina Troest          | Danimarca     | 2:10.25 |                |
| 11    | 2      | Lenka Masná           | Rep. Ceca     | 2:10.36 |                |
| dq    | 1      | Anastasiya Bazdyreva  | Russia        | dq      | R163.2, R163.4 |

### Finale
| Class   | Atleta                | Nazione       | Tempo   | Note   |
| ------- | --------------------- | ------------- | ------- | ------ |
| Oro     | Selina Büchel         | Svizzera      | 2:01.95 |        |
| dq      | Yekaterina Poistogova | Russia        | 2:01.99 | doping |
| Argento | Nataliya Lupu         | Ucraina       | 2:02.25 |        |
| Bronzo  | Joanna Jóźwik         | Polonia       | 2:02.45 |        |
| 5       | Aníta Hinriksdóttir   | Islanda       | 2:02.74 |        |
| -       | Jenny Meadows         | Gran Bretagna | dns     |        |